# Lista compozițiilor lui George Enescu
Aceasta este lista compozițiilor lui George Enescu. Deși din multitudinea ipostazelor de muzician (violonist, dirijor, pianist, compozitor, pedagog) George Enescu a acordat importanța cea mai mare celei de compozitor, activitatea sa intensă de interpret a fost un impediment în calea realizării unei opere de mari întinderi. Totuși, printre numeroase turnee internaționale și naționale, Enescu a reușit să finiseze capodopera sa operatică, Oedip, câteva simfonii și lucrări orchestrale de anvergură mai mică. Un scop al Festivalului „George Enescu” este promovarea operei lui creatoare.

## Cu număr opus, după gen

### Orchestrale

#### Simfonii
- Opus 13: Simfonia nr. 1 în Mi bemol major (1905)
- Opus 17: Simfonia nr. 2 în La major (1912-1914)
- Opus 21: Simfonia nr. 3 în Do major pentru orchestră și cor (1916-1918)

#### Concerte
- Opus 8: Simfonia concertantă în Si minor pentru violoncel și orchestră (1901)

#### Suite
- Opus 9: Suita orchestrală nr. 1 în Do major (1903)
- Opus 20: Suita orchestrală nr. 2 în Do major (1915)
- Opus 27: Suita orchestrală nr. 3 în Re major „Săteasca” (1938)

#### Alte lucrări orchestrale
- Opus 1: Poema română, suită simfonică pentru orchestră și cor masculin fără cuvinte
- Opus 11, Nr. 1: Rapsodia română nr. 1 în La major (1901)
- Opus 11, Nr. 2: Rapsodia română nr. 2 în Re major (1902)
- Opus 12, Nr. 1: Intermezzo nr. 1 pentru coarde (1902)
- Opus 12, Nr. 2: Intermezzo nr. 2 pentru coarde (1903)
- Opus 32: Uvertură de concert pe o temă cu caracter popular românesc în La major (1948)
- Opus 31: Vox maris în Sol major, poem simfonic pentru tenor, cor și orchestră (1954)

### Muzică de cameră

#### Cvartete/cvintete
- Opus 16: Cvartetul pentru pian nr. 1 în Re major (1909)
- Opus 22, Nr. 1: Cvartetul pentru coarde nr. 1 în Mi bemol major (1916-1920)
- Opus 29: Cvintetul pentru pian în La minor (1940)
- Opus 30: Cvartetul pentru pian nr. 2 în Re minor (1943-1944)
- Opus 22, Nr. 2: Cvartetul pentru coarde nr. 2 în Sol major (1950-1952)

#### Sonate

##### Vioară
- Opus 2: Sonata pentru pian și vioară nr. 1 în Re major (1897)
- Opus 6: Sonata pentru vioară și pian nr. 2 în Fa minor (1899)
- Opus 25: Sonata pentru violină și pian nr. 3 în La minor în caracter popular românesc (1926)

##### Violoncel
- Opus 26, Nr. 1: Sonata pentru violoncel și pian nr. 1 în Fa minor (1898)
- Opus 26, Nr. 2: Sonata pentru pian și violoncel nr. 2 în Do major (1935)

##### Altele
- Opus 7: Octetul pentru coarde în Do major (1900)
- Opus 14: Dixtuor în Re major, pentru instrumente de suflat (1906)
- Opus 28: Impressions d'Enfance (Impresii din copilărie) pentru vioară și pian (1938)
- Opus 33: Simfonia de cameră pentru 12 instrumente (1954)

##### Pian
- Opus 3: Suita pentru pian nr. 1 în Sol minor în stil vechi (1897)
- Opus 5: Variațiuni pentru două piane pe o temă originală în La bemol major (1898)
- Opus 10: Suita pentru pian nr. 2 în Re major (1903)
- Opus 18: Pièces impromptues (1913-1916)
- Opus 24, Nr. 1: Sonata pentru pian nr. 1 în Fa diez minor (1924)
- Opus 24, Nr. 3: Sonata pentru pian nr. 3 în Re major (1933-1935)

### Opere
- Opus 23: Oedip, tragedie lirică în patru acte pe un libret de Edmond Fleg (1910-1931)

### Melodii
- Opus 4: Trei melodii pe poeme de Jules Lemaitre și Sully Prudhomme pentru bas și pian (1898)
  - Deșertul
  - Galopul
  - Suspin
- Opus 15: Șapte melodii de Clement Marot pentru tenor și pian (1907-1908)
  - Estrenne à Anne
  - Languir me fais
  - Aux damoyselles paresseusses
  - Estrenne de la rose
  - Present de le couleur blanche
  - Changeons propos
  - Du conflict en douleur
- Opus 19: Trei melodii pe poeme de Fernand Gregh (1915-1916)
  - Pluie
  - Le silence musicien
  - L'ombre est bleue

## Fără număr opus, după gen

### Orchestrale

#### Simfonii
- Studiu de simfonie nr. 1 în Re minor (1895)
- Studiu de simfonie nr. 2 în Fa major (1895)
- Studiu de simfonie nr. 3 în Fa major (1896)
- Studiu de simfonie nr. 4 în Mi bemol major (1898)
- Simfonia nr. 4 (neterminată, 1934, terminată de Pascal Bentoiu)
- Simfonia nr. 5 în Re major cu tenor și cor feminin (neterminată, 1941, terminată de Pascal Bentoiu)

#### Concerte
- Baladă pentru vioară și orchestră (1895)
- Fantezie pentru pian și orchestră (1896)
- Capriciu românesc pentru vioară și orchestră (neterminat, 1928, terminat de Cornel Țăranu)

#### Altele
- Trei uverturi pentru orchestră în anul 1891-1894
- Sonata pentru orchestră (1894)
- Uvertura tragică (1895)
- Andantino dintr-o suită orchestrală (1896)
- Uvertura triumfală (1896)
- Patru divertismente pentru orchestră (1899)
- Isis, poem simfonic (neterminat, 1923, terminat de Pascal Bentoiu)
- Suite châtelaine pentru orchestră (neterminat, 1911, terminat de Remus Georgescu)

### Muzică de cameră

#### Triouri/cvartete/cvintete
- Cvartet pentru patru viori (1894)
- Cvintet pentru pian (1896)
- Trio pentru pian în Sol minor (1897)
- Trio pentru două viori și violoncel (circa 1899)
- Aubade, trio pentru vioară, violă și violoncel (1899)
- Sérénade lointaine pentru vioară, violoncel și pian (1903)
- Trio pentru pian în La minor (1916)
- Trio pentru pian (neterminat, 1942, terminat de Pascal Bentoiu)

#### Altele
- Opera pentru vioară și pian  (1886)
- Suită de variațiuni pentru două viori (1894)
- Tarantelle pentru vioară și pian (1895)
- Sonata pentru vioară (1895)
- Nocturnă și Saltarello pentru violoncel (1897)
- Preludiu pentru două piane, vioară și violoncel (1898)
- Serenadă în surdină pentru vioară și violoncel (circa 1899)
- Andante religioso pentru două violoncele și orgă (1900)
- Pastorală, menuet trist și nocturnă pentru vioară și pian la patru mâini (1900)
- Septet de suflători pentru flaut, oboi, corn englez, clarinet, fagot, corn și pian (1900)
- Impromptu concertant în Sol bemol major pentru vioară și pian (1903)
- Cantabile și Presto pentru flaut și pian (1904)
- Allegro de concert pentru harpă cromatică (1904)
- Concertstück pentru violă și pian (1906)
- Légende pentru trompetă și pian (1906)
- Au soir, poem pentru patru trompete (1906)
- Aria și Scherzino pentru vioară, violă, violoncel, contrabas și pian (1909)
- Hora unirei pentru vioară și pian (1917)

#### Lucrări pentru pian
- Vals (1887)
- Pièce d'église (1889)
- Rondo și variațiuni (1893)
- Baladă (1894)
- Introducere, Adagio și Allegro (1894)
- Sonată pentru pian (1894)
- Polcă (1894-1895)
- Sonatină pentru patru mâini (1894-1895)
- Romanță pentru patru mâini (1894-1895)
- La fileuse (1897)
- Regrets (1898)
- Impromptu (1898)
- Suită pentru pian la patru mâini (1898)
- Modérément (1898)
- Allemande (circa 1899)
- Fugă în patru părți pe un subiect original (1895-1896)
- Preludiu (1896)
- Scherzo (1896)
- Impromptu (1900)
- Preludiu și fugă (1903)
- Nocturnă (1907)
- Pièce sur le nom de Fauré (1922)

### Vocale/corale

#### Cantate
- Vision de Saül (1895)
- L'Aurore (1898)
- Cantate pour la pose de la prèmiere pierre du pont à transbordeur de Bordeaux pentru fanfară militară, două harpe, orchestră de coarde, violoncel solo, bariton solo și tunuri, pe versurile lui Albert Bureau (1908)

#### Melodii
- Pensée perdue, pe versuri de Sully Prudhomme (1898)
- Wüstenbild, pe versuri de A. Roderich
- Chant indou, pe versuri de Mlle Géraldine Rolland (c.1898)
- Dédicace (1899)
- De ziua ta (1900)
- Si j'étais Dieu, pe versuri de Sully Prudhomme (1897–1898)
- Quarantine, pe versuri proprii (1899)
- Prinz Waldvogelsgesang pentru voce, violoncel și pian (1901)
- Ein Sonnenblick (1901)
- De la flûte au cor, pe versuri de Fernand Gregh (1902)
- Silence, pe versuri de Albert Samain (1905)
- Doina, pentru bariton, violă și violoncel, pe versuri de Vasile Alecsandri (1905)
- Morgengebet(1908)
- Eu mă duc, Codrul Rămîne (c.1917)
- Pe versurile lui Carmen Sylva:
  - Sphinx (1898)
  - Der Bläser (1898)
  - Zaghaft (1898)
  - Armes Mägdlein (1898)
  - Junge Schmerzen, pentru mezzo-soprană, bas și pian (1898)
  - Der Schmetterlingskuss (1898)
  - Reue (1898)
  - Schlaflos (1898)
  - Maurerlied (1899)
  - Königshusarenlied (1899)
  - Souhait (1899)
  - Mittagsläuten (1900)
  - Regen (1903)
  - Die Kirschen pentru soprană, bariton, violoncel și pian (1904)
  - Entsagen (1907)

#### Altele
- Waldegesang pentru cor mixt a cappella (1898)
- Die nächtliche Hershau pentru bariton, cor și orchestră, pe versuri de Joseph Christian Zedlitz (1900)
- Plugar, pentru cor mixt a cappella, pe versuri de Nicolae Rădulescu-Niger (1900)
- Odă pentru cor, pian și orgă, pe versuri de Ion Soricu (1904)
- Imn jubiliar pentru cor, fanfară militară și harpă (1906)
- Strigoii pentru soprană, tenor, bariton, cor și orchestră, pe versurile lui Mihai Eminescu (neterminat, 1916, terminat de Cornel Țăranu)

## Lucrări neterminate, în ordine cronologică
- Cvartet pentru pian (fragment, 1893)
- Cvartet pentru coarde în Do major (fragment, 1894)
- Cvartet pentru coarde în Re minor (fragment, 1894)
- Ahasvérus, cantată (doar prologul, 1895)
- Concert pentru vioară în La minor (două părți, 1896)
- Cvartet pentru coarde (1896)
- Două suite românești pentru orchestră (1896-1897)
- Cvartet pentru coarde (prima parte, 1897)
- Barcarolă pentru pian (1897)
- Octet pentru coarde în Re minor (fragment, 1898)
- Moderato pentru vioară și pian în Fa minor (fragment, circa 1898)
- Concert pentru pian în Re minor (schița primei părți, c. 1898)
- Concert pentru pian în Mi minor (schița primei pățri, c. 1898)
- Suită orientală pentru orchestră (fragment, 1900)
- Cvartet pentru coarde în Do major (doar prima parte, 1906)
- Sonata pentru vioară în La minor (prima parte, 1911)
- Sonata pentru pian (prima parte, 1912)
- Simfonie în Fa minor pentru bariton, cor și orchestră, pe versurile din Psalmul 86 (fragmente, circa 1917)
- Simfonie concertantă în Do major pentru vioară și orchestră (schiță, 1932)
- Voix de la nature, poem simfonic (prima parte "Nuages d'automne sur les forêts", 1931-1939)
- Liniște, pentru cor a cappella pe versurile lui A.T. Stamatiad (câteva extracte, 1946)
- Allegro pentru orchestră de cameră (schiță)
- Nocturnă "Ville d'Avrayen" pentru cvintet de pian (schiță)

Pe lângă lucrările neterminate enumerate mai sus s-au mai găsit schițe pentru încă cinci cvartete de coarde și încă opt cantate, toate datate înainte de 1900.

## Legături externe
- en  List of compositions by George Enescu